# Малотечь
Малотечь или Малотечка (укр. Малотечка) — правый приток Десны, протекающий по Новгород-Северскому району (Черниговская область, Украина).

## География
Длина — 21 или 22 км. Площадь водосборного бассейна — 132 км². Русло реки (отметки уреза воды) в верхнем течении (село Бугриновка) находится на высоте 147,9 м над уровнем моря.
Русло извилистое, приустьевой участок — с крутыми поворотами. В нижнем течении (село Кудлаевка) примыкает небольшая сеть каналов. В среднем течении берега обрывистые с пляжами высотами 2 и 6 м. Долина изрезана оврагами и промоинами.
Река берёт начало от двух ручьев, которые в свою очередь образовались с множества лесных родников в селе Лариновка (Новгород-Северский район). Ещё два маленьких ручья которые образовались в глубине леса, впадают в Бугриновский ставок, из которого в свою очередь впадают в реку. Потом в с. Стахорщина река впадает в ставок. Река течёт на юго-восток. Впадает в Десну (на 468-м км от её устья) в села Кудлаевка (Новгород-Северский район).
Пойма занята заболоченными участками с лугами и лесами, которые чередуются на протяжении всей длины, с лесополосами — в нижнем течении.
Притоки: нет крупных.
Населённые пункты на реке:
1. Лариновка
2. Бугриновка
3. Стахорщина
4. Кудлаевка